# OneShot
OneShot é um jogo de aventura com elementos de puzzle desenvolvido pelo estúdio independente Future Cat. Baseado em uma versão grátis lançada em 2014, foi lançado para Steam em 8 de dezembro de 2016 e em 12 de março de 2020 no itch.io. Uma versão para consoles, OneShot: World Machine Edition, foi lançada em 22 de setembro de 2022 para Nintendo Switch, PlayStation 4, e Xbox One.
Descrito como um jogo onde "o mundo sabe que você existe", tanto a jogabilidade quanto a narrativa envolvem elementos metaficcionais. Muitos quebra-cabeças envolvem a interação com o sistema operacional fora do jogo. Narrativamente, o jogador é um personagem separado de seu protagonista Niko, uma criança-gato que chega a um mundo desconhecido sem sua luz solar e, eventualmente, pretende salvá-lo substituindo seu sol, uma lâmpada, no topo de uma torre.
O jogo recebeu críticas maioritariamente positivas, com a grande parte dos críticos elogiando seus aspectos narrativos e metaficcionais, positivamente comparando com jogos como Undertale. Em 2017, o jogo foi indicado ao Prêmio Golden Joystick de "Jogo para PC do Ano".

## Jogabilidade

OneShot apresenta vários quebra-cabeças, resolvidos de uma perspectiva isométrica.

Em OneShot, o jogador controla a criança Niko, que é colocada em um mundo desconhecido sem o sol. O jogo mostra apenas o ponto de vista de Niko, enquanto o jogador é um personagem próprio, sendo referido pela conta de usuário em que está conectado. Ao longo do jogo, Niko pode descansar em camas, fazendo com que o programa seja fechado; ao reabrir, uma curta cena de sonho acontece.
Assim como em muitos jogos de aventura, a jogabilidade é composta principalmente por resolver enigmas que envolvem itens; o jogo não tem um sistema de combate. Os itens podem ser usados para interagir com alguém ou algum local específico, ou então combinados para formar um novo item. Ao longo do jogo, o jogador encontra alguns computadores, que indicam que o jogador deve encontrar conteúdo fora do jogo, até mesmo no sistema de arquivos. Isso também interagir com o sistema operacional do jogador de outras formas, que incluem mover a janela do jogo para fora da tela e voltar para imitar uma revelação fotográfica, ou ganhar pistas no papel de parede da área de trabalho. Por essas mecânicas, foi oficialmente descrito como um jogo onde "o mundo sabe que você existe", e as instruções recomendam jogar no modo janela. A versão para consoles, OneShot: World Machine Edition, usa um sistema operacional simulado para permitir que os jogadores interajam com o jogo assim como fariam com um computador.

## Enredo
O jogo começa com Niko, uma criança felina que acorda em uma casa desconhecida e escura. Niko interage com um computador, que se refere ao jogador pelo mesmo nome de login do computador via uma caixa de diálogo externa. Segundo a máquina, o mundo em que Niko está atualmente está quase em ruínas, e o objetivo do jogador é guiar a criança de volta ao seu mundo natal. Niko descobre o sol do mundo, que tem a forma de uma lâmpada, e a usa para sair de casa, emergindo em um deserto árido.
Lá, Niko encontra um robô, que lhe diz que seu destino foi profetizado para salvar o mundo. Seu objetivo é levar o sol através de suas três áreas, e colocá-lo no topo de uma torre, restaurando a luz do dia; Niko está atualmente nas "Terras Áridas". O robô ensina Niko a se comunicar com o jogador, dizendo à criança que o jogador é um deus no mundo do jogo cuja responsabilidade é guiar o "Messias". Niko conhece Silver, um robô "calmo" e mais senciente, que presenteia a criança com um pedaço de âmbar que Niko usa como guia para a próxima área.
Agora, no "Vale" arbóreo, Niko conversa com os residentes da área, incluindo a criança Alula e seu irmão mais velho Calamus, além do espírito da natureza, Maize. Depois de juntar materiais e criar uma caneta de pena (usando uma pena brilhante presenteada pelos irmãos) para passar por um robô, Niko entra na terceira área urbanizada, o "Refúgio", e viaja até a superfície da cidade com a ajuda de um acendedor de lampiões. Chegando na biblioteca, Niko eventualmente chega à sala da bibliotecária George, e consegue a sua atenção com a ajuda da pesquisadora Kip Silverpoint. Depois de fazer estudos, George traduz um livro de Niko, um diário obtido anteriormente nas Terras Àridas. Ela afirma que a torre, que é controlada por uma "entidade", só pode ser acessada por meio de três itens fosfóricos. Essa "entidade" é a mesma voz que interagiu com o jogador no início do jogo e tem controle limitado do mundo. Niko tem dois desses itens em mãos, e George presenteia o último.
Niko chega na torre, mas o jogador não consegue mais se comunicar. A entidade informa a Niko que, juntamente ao jogador, concluiu sua missão e que agora poderá voltar para casa. Niko acha isso anticlimático, mas aceita. O jogador descobre uma nota misteriosa que apareceu como seu novo papel de parede na área de trabalho, o contando como se reconectar com Niko, e assim o jogador reaparece, guiando a criança até o topo da torre. Ao descobrir anotações feitas por alguém misterioso chamado "o Autor", ele descobre que a entidade ficou fora de controle e se tornou destrutiva. No topo, o Autor os diz que eles têm uma escolha: quebrar o sol e levar Niko de volta para casa, o que destruiria o mundo, ou colocar o sol no topo da torre como descrito na profecia, prendendo Niko neste mundo. Niko deixa a decisão para o jogador, o que leva aos finais do jogo. Se o jogador escolhe colocar o sol no topo da torre, o mundo é mostrado, agora brilhando, enquanto vários personagens olham para seu novo sol nos créditos. Se o jogador escolher destruir o sol, Niko volta para casa e afirma que ouviu a voz da sua mãe do lado de fora da janela do jogo, antes de se despedir e sair caminhando pela tela. O mundo também é mostrado, agora monocromático, com contornos roxos e fundos pretos.

### Rota "Solstice"
Após o final do jogo, uma nota aparece na pasta Documentos do jogador, permitindo que o usuário continue pela rota alternativa do "Solstício". De início, é idêntico ao jogo normal, exceto por Niko já possuir o diário do Autor que só seria conseguido nas Terras Áridas. Quando Niko encontra Silver nas Terras Áridas e entra nas minas, eles agora conseguem chegar em uma sala de observação e encontram Proto, um protótipo mais avançado do profeta-robô. Proto lembra Niko dos eventos da história original, que ocorreram antes dessa repetição. Segundo ele, o mundo é uma simulação, chamada de "Máquina do Mundo"; esta nova execução do jogo é uma reinicialização da máquina.
Niko, Silver e Proto viajam até o Vale, mas os dois robôs são esmagados por um desabamento de rochas causados por falhas na programação, mas não antes de Proto dar a Niko um backup de seu disco de memória. Lá, Niko encontra Calamus e Alula novamente e conserta o avião do mecânico local, Cedric. Cedric diz que seu pai era o Autor, o responsável por criar a Máquina do Mundo, com o objetivo de substituir o mundo anterior após seu fim. Niko e Cedric vão de avião para o Refúgio, e após os dois se separarem, Cedric usa o backup do disco de memória para restaurar Proto em um novo corpo, instruindo Niko a encontrar Rue, uma raposa senciente. Rue revela que a Máquina do Mundo é a entidade do jogo original, e a presença de Niko no mundo a corrompeu. Cedric e Proto, agora restaurado, aparecem e, ao lado de Niko, entram nas partes internas da Máquina do Mundo, a acalmando e revertendo o seu destrutivo comportamento. Niko põe o sol na Torre e restaura o mundo, revertendo a morte dos personagens, podendo falar com eles, e Niko se despede do jogador uma última vez antes de voltar para casa. Após reabrir o jogo, a Máquina do Mundo aparece e explica ao jogador que sem Niko, não tem como se conectar com o mundo, e dá a opção de jogar novamente o jogo usando as memórias gravadas de Niko, permitindo jogadas subsequentes do jogo, com Niko sendo um reflexo representado pela Máquina do Mundo.

## Desenvolvimento
O jogo começou como um software gratuito; sua primeira versão foi feita em um mês e lançada online em 30 de junho de 2014, pelas criadoras Eliza Velasquez e Casey Gu, conhecida como Nightmargin. Foi desenvolvido para o Indie Game Maker Contest de 2014 do RPGMakerWeb, mas não chegou a receber nenhum prêmio. Ao contrário da versão de Steam, esta versão inicial desautorizava qualquer outra jogatina após a primeira jogada, e encerrava qualquer progresso se o jogador fechasse a janela principal fora dos pontos de salvamento, daí o título "OneShot" — "uma chance", em inglês. Este conceito foi cortado porque os desenvolvedores o consideraram muito severo para um produto completo e pago.
Segundo Gu, OneShot foi projetado com um tema geral "sombrio mas vibrante" para refletir a falta de luz solar nos cenários.  As áreas do mundo do jogo foram inspiradas pelo modelo de cores RGB, e as músicas de cada área só foram compostas após a conclusão de seu respectivo visual. Gu e Velasquez citaram várias inspirações temáticas para o jogo original, incluindo Hyper Light Drifter, The Legend of Zelda: Link's Awakening e O Pequeno Príncipe.
Em uma entrevista ao PC Gamer, Velasquez disse que a constante temática de quebrar a quarta parede de OneShot foi inspirada pela personagem Psycho Mantis, de Metal Gear Solid. Ela afirmou que esse conceito de um "metajogo" veio primeiro, com a história sendo feita em cima disso. Embora a versão gratuita tenha sido lançada antes de Undertale, ela o descreveu como uma "anti-influência", afirmando que ela queria fazer uma abordagem única de seu formato depois do lançamento.  Assim que os desenvolvedores ficaram sem ideias, alguns enigmas mais comuns foram incluídos no jogo, como: por exemplo, o elemento de combinar itens foi inspirado em jogos de aventura clássicos como The Secret of Monkey Island.
Depois de receberem destaque na GDC e no IndieCade, o "relançamento" ou "remake" da versão anterior foi disponibilizado na Steam dois anos depois, em 8 de dezembro de 2016. No dia 28 de março de 2017, 100 dias após o jogo base ter sido lançado, foi lançado como conteúdo para download um novo final que resolveu alguns mistérios sobre a história; denominado "Solstice", foi parcialmente baseado em ideias antigas do que seriam sequências para o jogo.  A versão para Mac foi lançada em 31 de maio de 2018, com a jogabilidade pensada sendo "a mais próxima possível da versão para Windows", e uma versão para Linux foi lançada em 24 de abril de 2019. As versões de Windows e Linux foram lançadas posteriormente no itch.io em 12 de março de 2020.
Em 8 de dezembro de 2021, no 5º aniversário do jogo, os desenvolvedores anunciaram que estavam trabalhando em um futuro lançamento para Nintendo Switch, PlayStation 4 e Xbox One, incorporando "novos recursos pensados para consoles". Em 11 de maio de 2022, a versão para Nintendo Switch foi revelada como parte da apresentação voltada para jogos independentes Indie World, da Nintendo, sob o título OneShot: World Machine Edition.  As versões de todos os três consoles foram lançadas em 22 de setembro de 2022.

## Recepção
A versão completa de OneShot para Windows recebeu críticas favoráveis, segundo o site agregador de críticas Metacritic, enquanto a versão para Nintendo Switch de World Machine Edition recebeu "aclamação universal". John Walker, escritor do site Rock Paper Shotgun, elogiou o jogo e disse que era "completamente charmoso, deliciosamente escrito e extremamente inteligente", e Louis Stowe do COGConnected o descreveu como "uma maravilha completamente inesperada". Charlie Nicholson, da New Game Network, positivamente o comparou com os jogos Undertale e Pony Island, mas também disse que não era completamente "revolucionário".
Vários críticos aclamaram os aspectos metaficcionais do jogo. Walker (Rock Paper Shotgun) afirmou que "Ele faz coisas com o meu computador que eu não sabia que jogos poderiam fazer". Charlie Nicholson (New Game Network) elogiou a forma como rompe a barreira entre o jogador e o jogo, afirmando que ele ficou tentado a "recorrer a pôr tachas azuis na sua webcam". O revisor Pascal Teikala da Adventure Gamers também elogiou essas interações, mas comentou que alguns dos jogadores podem não gostar de como o jogo interfere em seus computadores. Stowe (COGConnected) criticou o design de quebra-cabeças do jogo, mas admitiu que suas dificuldades só se aplicavam apenas a alguns dos quebra-cabeças.
O crítico do Hardcore Gamer, Spencer Rutledge, elogiou a história do jogo, afirmando que "OneShot passa emoção sem se esforçar". Walker afirmou que o elenco "quase sempre contém um momento que vai fazer você sorrir". Ambos Nicholson (New Game Network) e Stowe ( COGConnected ) elogiaram a caracterização de Niko; o último alegando que, enquanto jogava, queria genuinamente ajudar a criança. Contudo, em contraste, Nicholson (New Game Network) alegou que não tinha profundidade comparado com outros jogos metaficcionais, considerando seu elenco "fraco" e muito distante de Niko, e Teikala (Adventure Gamers) pensou que a sensação alienígena do jogo faz difícil de se sentir conectado. Ben Robson, da GameGrin, criticou a versão completa do jogo por deixar pra trás à natureza "one-shot" da versão gratuita, alegando que a habilidade de jogar o jogo várias vezes tirou seus temas.
A direção de arte foi positivamente recebida. Comparando com o que ele considerou o estilo de arte mal-definido de Undertale, Robson (GameGrin) o chamou de "claramente definido", e um bom complemento para a ambientação misteriosa do jogo. Nicholson (New Game Network) e Rutledge (Hardcore Gamer) também elogiaram a arte, com o primeiro destacando a forma como refletia o tom solene da história. Embora tenha achado a coloração temática interessante, Teikala (Adventure Gamers) afirmou que a direção geral era muito "modesta", com muitos dos ambientes do jogo sendo desnecessariamente simples.
Rutledge (Hardcore Gamer) afirmou que a trilha sonora do jogo "às vezes quase parece um sonho", com a música combinando perfeitamente com cada uma das áreas do jogo. Stowe (COGConnected) achou que a música fazia "explorar o jogo ... um deleite". Robson (GameGrin) foi mais negativo; embora não a tenha criticado, afirmou que falhou em alcançar o visual.
Em 2017, OneShot foi indicado para a categoria "Jogo de PC do Ano" do Golden Joystick Awards.